# Nuestra Señora de la Santa Esperanza
 Nuestra Señora de la Santa Esperanza   es una advocación romana perteneciente a la Congregación de la Pasión.

## Descripción de la Imagen

### María
La pintura representa a la Santísima Virgen María con el Niño Jesús en brazos 
La Virgen María se muestra en actitud sentada 
Tiene al Niño Jesús sostenido con el brazo derecho y con la mano izquierda lo señala como fuente de las gracias divinas (a esta iconografía se la llama Hodigitria)
El Niño está en actitud de decir: "Ven aquí", con la pose auténtica de un Rey

### Jesús
El Niño Jesús está sosteniendo una cruz con la mano izquierda, mientras la mano derecha está levantada como si fuese la pose de un rey que da el beneplácito para acercarse a él. Con una sonrisa  María y Jesús te dicen que están allí para ayudarte a que tengas esperanza en ellos.

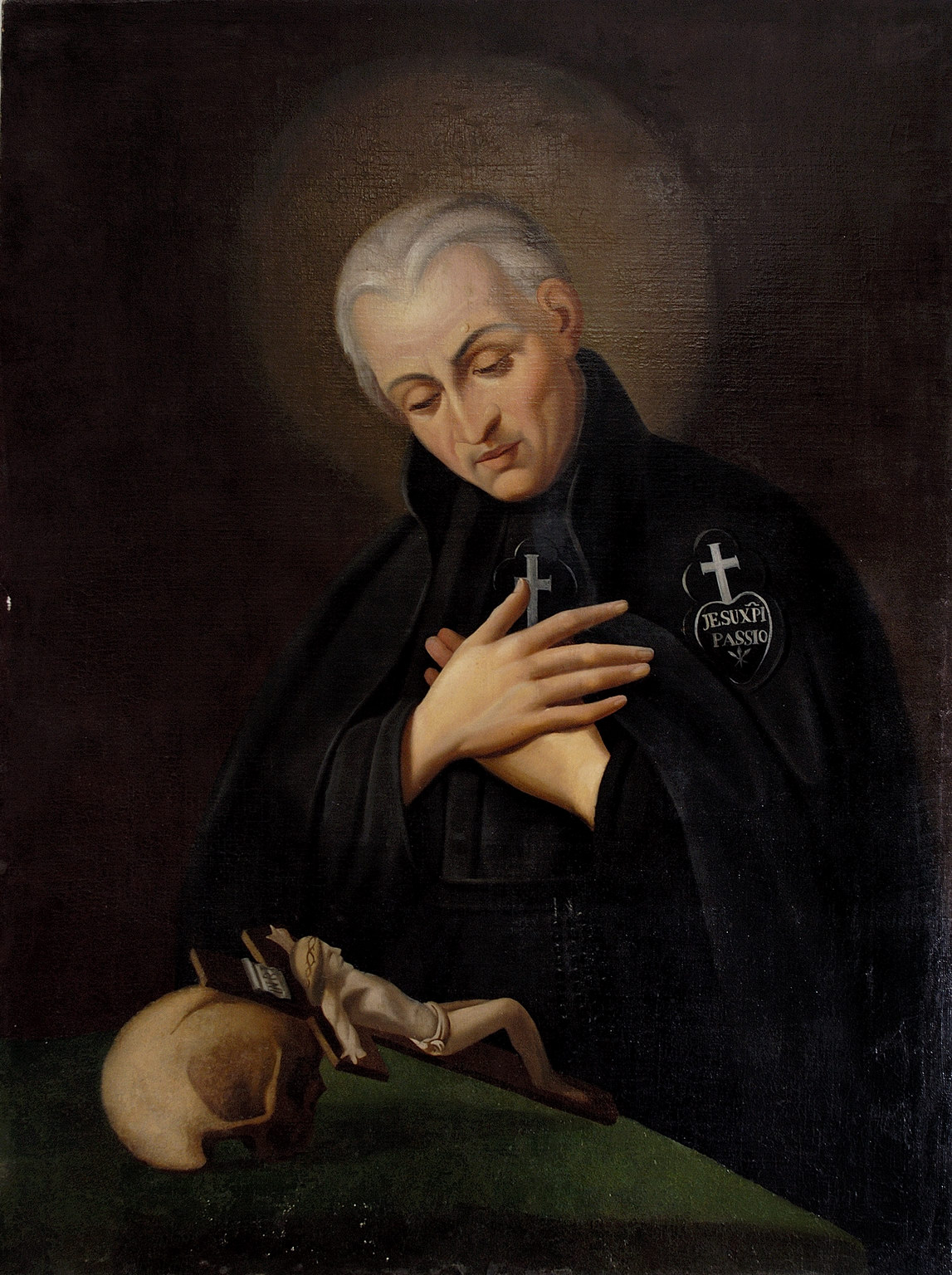
San Pablo de la Cruz Fundador de los Pasionistas

## Historia

### Tomás Stuzzieri
La imagen original es un lienzo pintado por Agustín Marqui en 1750, con motivo de una misión pasionista predicada por Tomás Stuzzieri, y que ofreció a san Pablo de la Cruz sugiriéndole que todo religioso la tuviese en su celda. Esta imagen tuvo como devotos a San Vicente María Strambi y al segundo superior general de los Pasionistas (de 1755 a 1790), el padre Juan Bautista de San Vicente Ferrer. De hecho curó de una enfermedad incurable al padre Juan Bautista, el cual estaba en las últimas, siendo él mismo quien decretara que dicha imagen fuese saludada tres veces al día. La devoción a la Virgen Santísima, bajo la advocación de la Madre de la Santa Esperanza, se desarrolló en la Congregación Pasionista desde sus orígenes. Su principal promotor fue el gran misionero P. Tomás Struzzieri, elevado luego a la dignidad episcopal. En las santas misiones llevaba siempre consigo una imagen de dicha advocación. Posteriormente, aquella imagen fue reproducida en serie y empezó a ser colocada en las habitaciones de los religiosos pasionistas para que dirigieran a ella su mirada, invocándola en sus necesidades espirituales. La Virgen María, Madre de la Santa Esperanza, se convirtió así en modelo singular y firme apoyo de nuestra propia esperanza. La esperanza que la Virgen presenta y a la que llama es la Cruz que el Niño Jesús tiene en la mano como signo de su amor sin medida, manifestado a nosotros hasta la muerte y una muerte de cruz (cfr. www.santagemabcn.org/files/10L-T-Madre-de-la-Esperanza-L.pdf ).